# Бюсси-Рабютен, Жан-Луи де
Жан-Луи де Рабютен (фр. Jean-Louis de Rabutin, нем. Johann Ludwig von Rabutin; 1642, Париж — 16 ноября 1717, Вена), граф де Бюсси — австрийский генерал-фельдмаршал.

## Биография
Сын французского генерала и писателя Роже де Рабютена, графа де Бюсси, и Габриели де Тулонжон.
Служил в армии герцога Карла Лотарингского и  перешел на императорскую службу незадолго до второй осады Вены, во время которой был подполковником в драгунском полку, находившемся в Винер-Нойштадте и действовавшем против летучих турецких отрядов.
Участвовал в осадах Офена и Нойхойзеля во время Великой турецкой войны, в 1686 году был произведен в полковники верховным командующим курфюрстом Максом Эмануэлем Баварским. 17 оатября того же года стал генерал-фельдвахтмейстером. В 1688 году под Белградом получил тяжелое пулевое ранение в грудь.
Некоторое время служил на Рейне, в 1691 году — в Италии под командованием Евгения Савойского. Во время вторжения в Дофине в 1692 году возглавил авангард и 5 июля был произведен в генерал-фельдмаршал-лейтенанты. Руководил взятием Гийестра, который защищали крупные вражеские силы. В ходе отступления командовал арьергардом. В 1693 году захватил форт Сент-Брижит, готовясь к осаде Пиньероля герцогом Виктором Амедеем. Частично виноват в поражении при Орбессане. В 1694—1695 годах был с дипломатическими миссиямии в Милане и Вене, где ближе познакомился с императором Леопольдом I.
Император произвел Бюсси-Рабютена в генералы кавалерии (25.11.1694) и предоставил командование в Трансильвании. Вскоре после этого получил приказ от главнокомандующего в Венгрии, курфюрста Фридриха Августа Саксонского выступить против Темешвара. Участвовал в сражении при Олаше (1696). Ему удалось спасти большую часть своих войск и отступить в Трансильванию. В следующем году граф выступил в Венгрию для поддержки Евгения Савойского; ему удалось обмануть османов и соединиться с войсками принца. На военном совете перед битвой при Зенте Бюсси-Рабютен был одним из немногих, кто поддержал план Евгения атаковать врага до того, как он переправится через Тису. В бою командовал левым флангом. После битвы он двинулся на Темешвар, взял Уи-Паланку, после чего вернулся в Трансильванию. Он подавил восстание в Германштадте и предотвратил вторжение татар.
Карловицкий договор 1699 года положил конец Великой турецкой войне, но в Трансильвании продолжалось брожение. В 1703 году началось восстание куруцев, и Рабютен из-за малочисленности своих частей не смог помешать сословиям избрать князем Ференца II Ракоци. В 1704 году ему пришлось покинуть крепость Клаузенбург и ограничиться удержанием района Германштадта. Там было убито множество повстанцев, а другим пришлось бежать. Граф захватил нескольких лидеров мятежников и казнил канцлера Трансильвании. Конфисковав имущество ведущих повстанцев, он использовал вырученные средства для оплаты своих войск. Добился некоторого успеха в последующих боях, но затем был вынужден перейти к обороне из-за численного превосходства противника. Важнейшие города оказались в руках повстанцев, а возможность отступления в Валахию была отрезана. Новый император Иосиф I при восшествии на престол назначил де Рабютена генерал-фельдмаршалом (26.01.1704) и обещал помощь, которую не смог своевременно направить.
Рабютен был вынужден отступить из Германштадта в Карлсбург, имея всего 1300 человек. После соединения с войсками фельдмаршала Людвига фон Эрбевиля, разбившего куруцев в сражении при Жибо, имперцы  смогли вернуть себе инициативу и к декабрю 1705 года отвоевали почти всю Трансильванию. Рабютен и Эрбевиль созвали сейм, чтобы получить поддержку дворянства. В начале 1706 года Рабютен получил императорский приказ прибыть в Офен, чтобы объединиться с армией под командованием фельдмаршала графа Гвидо фон Штаремберга. Через Деву и Гроссвардейн Рабютен выступил на Сольнок, который он повторно укрепил после того, как тот был разрушен противником. Затем он преследовал отступавшие войска куруцев Шандора Каройи до Кашши, которую безуспешно осаждал, после того как сжег город Мишкольц. Зимой 1706—1707 годов совершил трудное отступление через Дебрецен к Пешту и был вынужден оставить восставшим Восточную Венгрию и большую часть Трансильвании.
В кампанию 1707 года успешно действовал против повстанцев Яноша Баттьяни в Задунайском районе и прекратил их дальнейшие вторжения в приграничные районы Штирии, уже несколько раз подвергавшиеся опустошению. После короткой летней поездки в Вену, где на военном совете он убедил императора Иосифа I не отдавать Трансильванию Ракоци, к чему уже склонялось  руководство, в конце августа выступил через Папу, Офен, Сегед и Арад в Трансильванию, куда прибыл в октябре и в значительной степени очистил от мятежников. После падения в январе 1708 Гёргени, последней трансильванской крепости, находившейся в руках повстанцев, фельдмаршал был отозван в Вену под предлогом болезни.
Из-за придворных интриг он был отстранен от командования и вместо этого был назначен членом Госсовета. Граф протестовал и в 1708 году добился нового назначения в Трансильванию, где с помощью фельдмаршала Георга Фридриха фон Крихбаума ему в значительной степени удалось подавить восстание. После подписания Сатмарского мира Рабютен вернулся в Вену и покинул военную службу, в 1712 году став членом тайного совета.
Высокомерие и жестокость при подавлении восстания, в сочетании с недостатком политической гибкости, сделали Рабютена непопулярным в Венгрии. Как военачальник был известен личной храбростью, но при этом отличался упрямством, недальновидностью и самоуверенностью.

## Семья
Жена (1682): принцесса Доротея Элизабет фон Шлезвиг-Гольштейн-Зондербург-Визенбург (20.11.1645—8.01.1725), дочь герцога Филиппа Людвига фон Шлезвиг-Гольштейн-Зондербург-Визенбурга и графини Катарины фон Вальдек-Вильдунген, вдова графа Георга Людвига фон Зинцендорфа
Дети:
- Антон Игнац Амадеус (1682/1683 — сентябрь 1727), граф де Бюсси, генерал и дипломат